# Natascha Niemczyk
Natascha Niemczyk (* 7. Februar 1990 in Dachau, heute Natascha Oßner-Niemczyk) ist eine deutsche Volleyball- und Beachvolleyballspielerin.

## Karriere Hallenvolleyball
Natascha Niemczyk begann ihre Karriere beim SV Lohhof. Die Tochter der ehemaligen Bundesligaspielerin Sigrid Niemczyk und des ehemaligen polnischen Trainers Andrzej Niemczyk wurde in der Jugend mehrmalige Bundespokalsiegerin und zweifache deutsche Vizemeisterin. In der Aufstiegssaison 2008/09 erkämpfte sich die Außenangreiferin als Newcomerin einen Stammplatz in der ersten Mannschaft des SVL. Natascha Niemczyk hatte ihren ersten Einsatz in der ersten Volleyball-Bundesliga am ersten Spieltag der Saison 2009/10 im Heimspiel gegen den Dresdner SC. Nach dem Abstieg 2010 aus der höchsten deutschen Spielklasse blieb die gebürtige Dachauerin auch in der zweiten Liga für die Unterschleißheimerinnen am Ball. Niemczyk war die einzige Spielerin des SVL, die in allen 24 Begegnungen der Saison 2010/11 eingesetzt wurde. Am Ende des Spieljahres wurde der SV Lohhof Zweitligameister vor der DJK Augsburg-Hochzoll. Seit 2011 spielte Natascha Niemczyk beim Ligakonkurrenten NawaRo Straubing, mit dem sie 2015 in die erste Bundesliga aufstieg. Im Dezember 2015 bat sie den Verein aus „persönlichen Gründen“ um die Auflösung ihres laufenden Vertrags. Im Frühjahr 2016 spielte sie für den Zweitligisten DJK Sportbund München-Ost, bei dem auch ihre Beach-Partnerin Sabrina Karnbaum seit 2015 unter Vertrag stand. Nach einem missglückten Versuch, sich in Spanien zu engagieren, spielte Niemczyk ab November 2016 beim Bundesliga-Aufsteiger Schwarz-Weiss Erfurt. In der Saison 2017/18 spielte sie beim Zweitligisten AllgäuStrom Volleys Sonthofen. Danach wechselte Niemczyk zum Drittligisten TV Dingolfing, mit dem sie 2019 die Meisterschaft gewann und in die 2. Bundesliga Süd aufstieg. Hier wurde sie 2022 und 2023 Meisterin und qualifizierte sich für die neugeschaffene 2. Bundesliga Pro. 2024 gewann sie hier die Vizemeisterschaft.

## Karriere Beachvolleyball
Natascha Niemczyk ist auch im Beachvolleyball auf nationalen Turnieren aktiv. Mit ihrer Partnerin Valeria Fedosova schaffte sie 2012 erstmals die Qualifikation zu den Deutschen Meisterschaften und belegte dort den neunten Platz. 2013 und Anfang 2014 spielte sie mit Florentina Büttner. Sie gewann den Smart Beach Cup in Köln und holte somit ihre erste Medaille auf der ranghöchsten Turnierserie. Zudem erreichte sie bei den Deutschen Beachvolleyball-Meisterschaft 2013 erneut den neunten Platz. In der zweiten Jahreshälfte 2014 spielte Niemczyk zusammen mit Jelena Wlk.

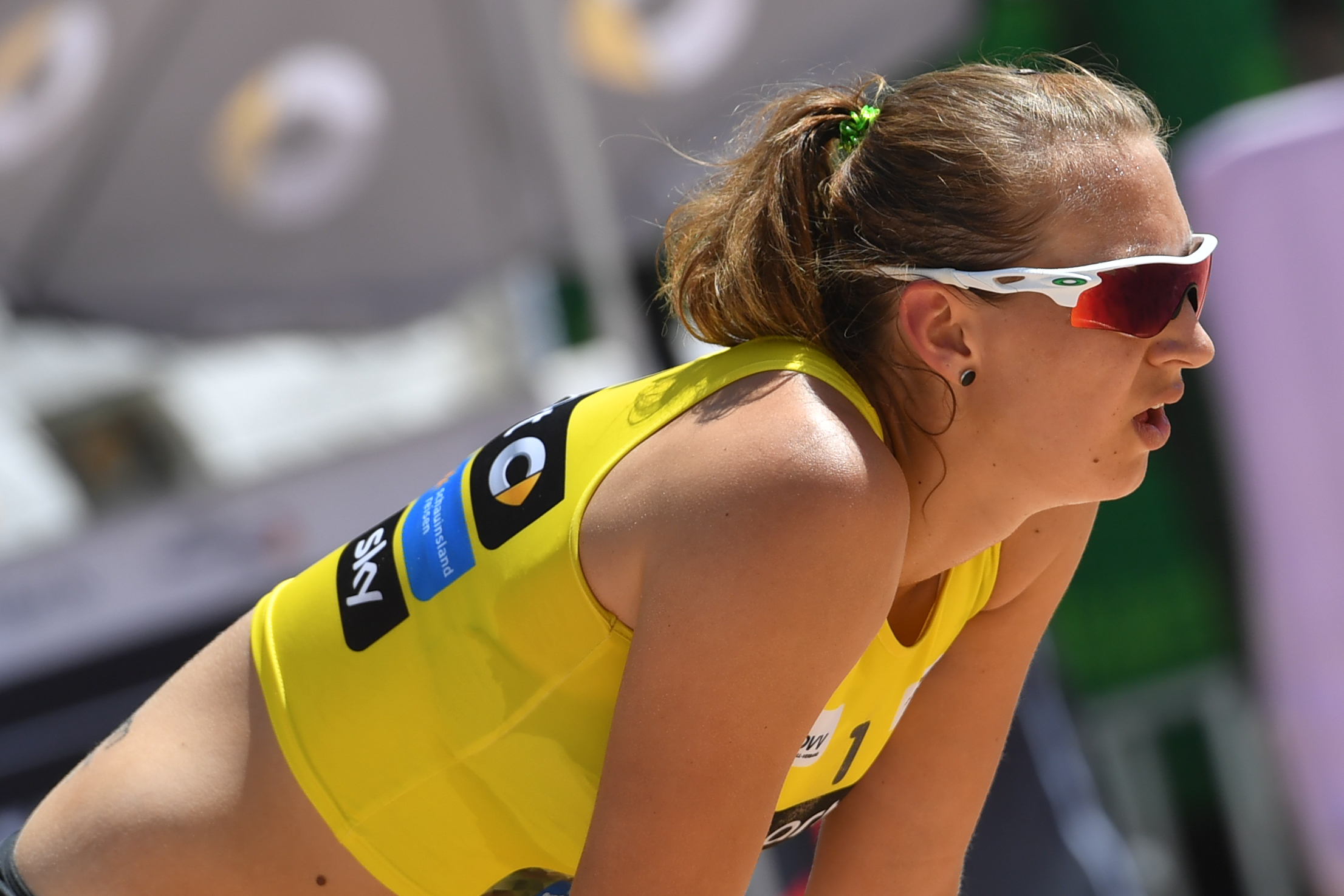
Im Spiel auf der Smart Beach Tour in Nürnberg 2017.

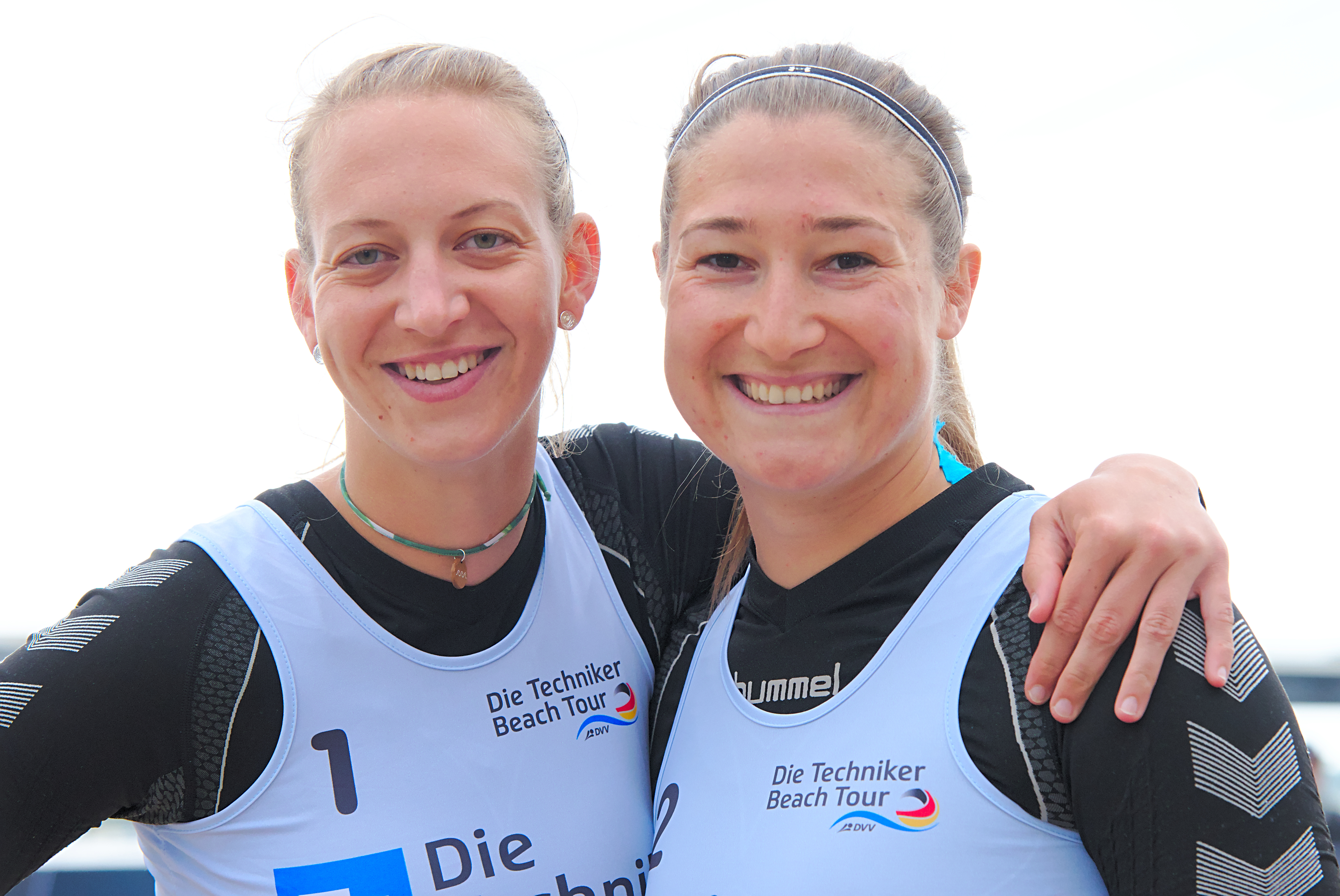
Mit ihrer Partnerin Sabrina Karnbaum (rechts) auf der Techniker Beach Tour Düsseldorf 2018, wo sie den dritten Rang belegten.

Seit 2015 bildete sie mit Sabrina Karnbaum ein erfolgreiches Team. 2016 gewannen Niemczyk/Karnbaum die Goldmedaille beim Smart Super Cup in Binz. In den darauffolgenden Jahren folgten weitere Top-Platzierungen und Medaillen auf der Smart Beach Tour und der Techniker Beach Tour. 2017 holten sie sich zudem den Titel „Deutsche Hochschulmeisterinnen“ und erreichten international beim CEV Satellite in Vilnius den vierten Platz. 2019 siegten sie auf der Techniker Beach Tour beim Turnier in Dresden. Mit Melanie Gernert gewann Niemczyk auch das Turnier in Fehmarn. Niemczyk/Karnbaum nahmen anschließend zum fünften Mal in Folge an der deutschen Meisterschaft in Timmendorfer Strand teil, woraufhin Karnbaum ihre Karriere nach einem fünften Platz beendete.
2020 spielte Niemczyk an der Seite von Lisa-Sophie Kotzan, mit der sie sich über die Comdirect Beach Tour 2020 für die deutsche Meisterschaft qualifizierte und dort Platz neun erreichte. 2021 bildete Niemczyk ein festes Team mit Melanie Gernert. Auf der German Beach Tour 2021 erreichten sie die Plätze fünf, fünf, vier, fünf und fünf. Anfang September erreichten Gernert/Oßner-Niemczyk bei der deutschen Meisterschaft Platz fünf.

## Privates
Nataschas Schwester Saskia und ihre Halbschwestern Małgorzata und Kinga sind ebenfalls deutsche, polnische oder französische Volleyballspielerinnen. Seit 2021 ist Natascha Niemczyk verheiratet und heißt Oßner-Niemczyk.